# Ilon Wiklands stiftelse för barnkultur

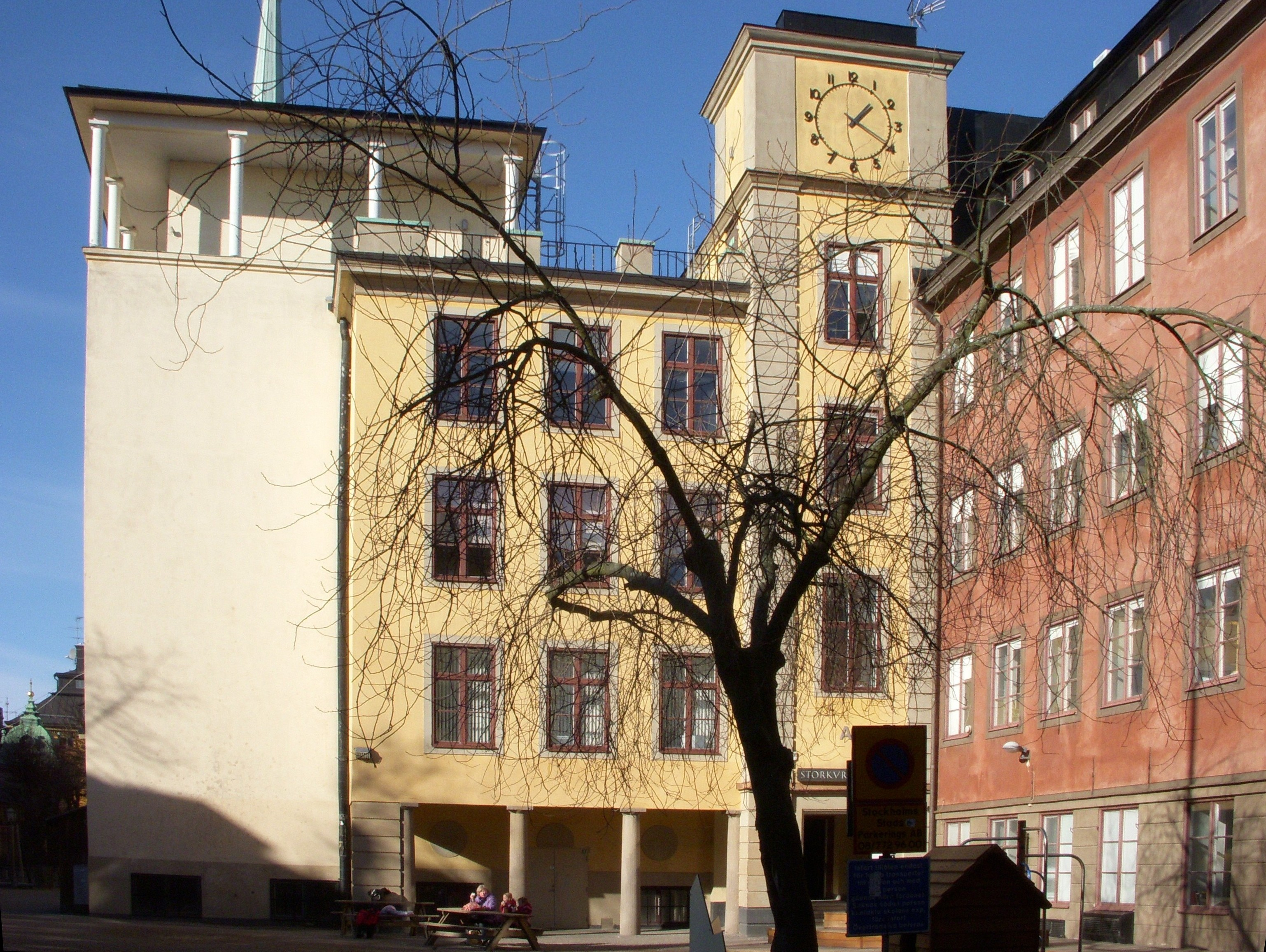
Estniska skolan i Gamla stan i Stockholm

Ilon Wiklands stiftelse för barnkultur är en svensk stiftelse, som grundades 2017 av Ilon Wikland, som har till ändamål att främja barns kreativa utveckling. Bidrag lämnas till institutioner, i första hand i Sverige och Estland, för att bedriva arbete med att stimulera barns kreativa utveckling inom områden som dans, teater, musik, bildkonst och litteratur. Också enskilda personer kan erhålla bidrag.

## Bidragsmottagare i urval
- 2017 - Estniska skolan i Stockholm, för elevers konstnärliga verksamhet[1]
- 2018 - Drottning Silvias barnsjukhus i Göteborg, för inrättandet av ett "Artotek" i Ilon Wiklands namn[2]
- 2019 - fem barnboksilllustratörer för deltagande i den internationella barnboksmässan i Bologna[3]:

Natalie Ruejas Jonsson (född 1986)
Lena Frölander-Ulf
Anders Holmer
Clara Dackenberg
Hanna Albrektson (född 1977)
- 2024 Teater Jaguar i Göteborg[4]